# Lijst van beelden in Groningen-Noorddijk
De lijst van beelden in Groningen-Noorddijk is onderdeel van een verzameling lijsten van beelden in Groningen.

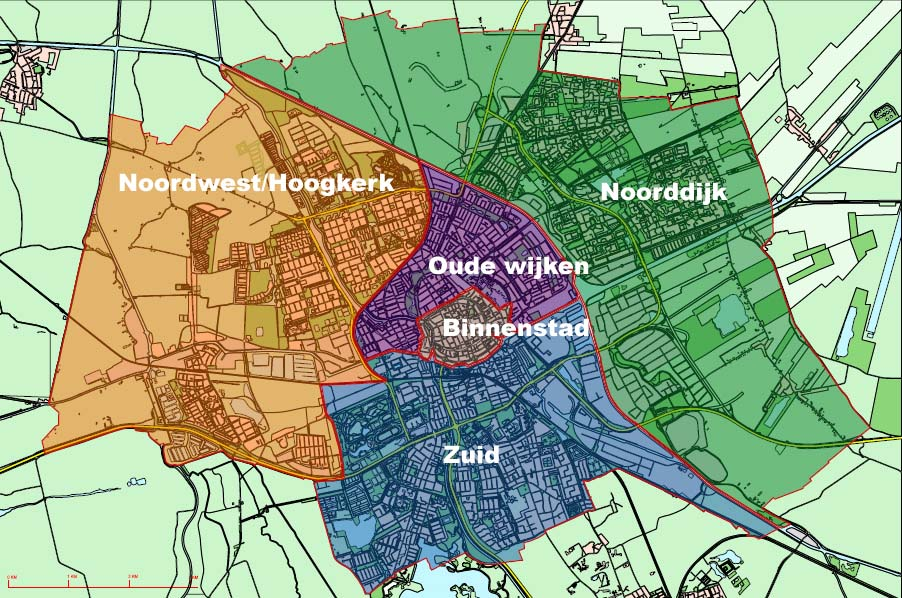
Indeling in stadsdelen

Onder een beeld wordt hier verstaan elk driedimensionaal kunstwerk in de openbare ruimte van de Nederlandse gemeente Groningen, waarbij beeld wordt gebruikt als verzamelbegrip voor sculpturen, standbeelden, installaties, gedenktekens en overige beeldhouwwerken.
De lijst is chronologisch, dat wil zeggen op volgorde van de eerste plaatsing van het beeld in de openbare ruimte.
Dit deel bevat de beelden in het stadsdeel Noorddijk, dat de volgende wijken en buurten omvat: Beijum, Bovenstreek, Engelbert, Euvelgunne, Koningslaagte, Lewenborg, Middelbert, Noorderhogebrug, Oosterhoogebrug, Roodehaan, Ruischerbrug en Ulgersmaborg.
De Stadsmarkeringen worden niet in deze lijst opgenomen.
Voor een volledig overzicht van de beschikbare afbeeldingen zie de categorie Beelden in Groningen-Noorddijk op Wikimedia Commons.
| Geplaatst | Omschrijving                                     | Kunstenaar                                      | Straat                                       | Plaats       | Materiaal                               | Foto |
| --------- | ------------------------------------------------ | ----------------------------------------------- | -------------------------------------------- | ------------ | --------------------------------------- | ---- |
| 1938      | Zuider-, Noorder-, Ooster-, Westerling (restant) | Gijs Jacobs van den Hof                         | Oostersluisweg                               | Groningen    | natuursteen                             |      |
| 1950      | Tegeltableau 1000-woningenplan                   | Anno Smith                                      | Melisseweg 19-75                             | Groningen    | keramiek                                |      |
| 1965      | zonder titel                                     | Max Reneman                                     | Gotenburgweg 46                              | Groningen    | beton                                   |      |
| 1969      | zonder titel                                     | George van der Wagt                             | Anker/Overloop                               | Groningen    |                                         |      |
| 1980      | Zeepaardje                                       | Jos van Riemsdijk                               | Heerdenpad 8 (schoolterrein)                 | Groningen    | brons                                   |      |
| 1980      | zonder titel (3 delen)                           | Fred Mennens en Henk Vos                        | Heerdenpad 8 (schoolterrein)                 | Groningen    |                                         |      |
| 1982      | Tegeltableau met thema Centraal Wonen            | Hanneke van Doesburg                            | Bentismaheerd 23                             | Groningen    | keramiek                                |      |
| 1982      | zonder titel                                     | Jan van IJzendoorn                              | Amkemaheerd 293 (deels binnen, deels buiten) | Groningen    | graniet                                 |      |
| 1984      | Zwaluwstaart                                     | René de Boer                                    | Gotenburgweg 46                              | Groningen    |                                         |      |
| 1984      | Pelikan 140                                      | Caroline Feldbrugge                             | Fultsemaheerd 88                             | Groningen    | gemoffeld staal, hout, ijzer, polyester |      |
| 1985      | zonder titel                                     | Klaas van Dijk                                  | Leeuwenburgstraat 15                         | Groningen    | koper                                   |      |
| 1987      | zonder titel                                     | Jan Tengbergen                                  | Bentismaheerd 23                             | Groningen    | metaal, verf                            |      |
| 1992      | De tempel van Yggdrasil                          | Willem van der Schalie                          | Akeleiweg                                    | Groningen    | staal, bomen                            |      |
| 1992      | Beschaving, bescherming, cultuur, ontmanteling   | Peet Verrijn Stuart                             | Heerdenpad                                   | Groningen    | staal                                   |      |
| 1993      | zonder titel (3 delen)                           | Ireen Draaijers en Marja van Elsberg            | Kluiverboom 3                                | Groningen    | betonijzer, cortenstaal, plexiglas      |      |
| 1994      | zonder titel                                     | Frank Sciarone                                  | Tijmpad                                      | Groningen    | staal                                   |      |
| 1996      | Piramide-object                                  | Cees Sillen                                     | Appelhof/Heerdenpad                          | Groningen    | cortenstaal                             |      |
| 1996      | zonder titel                                     | Gerlof Hamersma                                 | Spakenpad (Beijummerbos)                     | Groningen    | glas, metaal                            |      |
| 1997      | Vergeet-mij-niet                                 | Trudi van den Berg en Jos Steenmeijer           | Beckerweg                                    | Groningen    | staal, aluminium                        |      |
| 1997      | Amazone (gemaakt 1980-1981)                      | Wladimir de Vries                               | Woldweg                                      | Ruischerbrug | natuursteen                             |      |
| 1999      | The Envelope Sculpture                           | Frank Sciarone                                  | Damsterwaard                                 | Groningen    | staal                                   |      |
| 1999      | zonder titel                                     | Gjalt Blaauw                                    | Noorddijkerweg (Recreatiepark Noorddijk)     | Groningen    | dolomiet, ijzer                         |      |
| 2000      | zonder titel                                     | Frans Peeters                                   | Stuurboordswal/Zonland                       | Groningen    | polyester                               |      |
| 2005      | Esdoornblad (maple leaf)                         | Robin de Krijger                                | Noorddijk                                    | Groningen    | cortenstaal                             |      |
| 2005      | zonder titel                                     | Gerrit Krol (tekst) en Harry Fierkens (ontwerp) | Gerrit Krolbrug                              | Groningen    | ?                                       |      |
| 2006      | ”De knip”                                        | Noud de Wolf                                    | Ulgersmaweg bij Gerrit Krolbrug              | Groningen    | cortenstaal                             |      |
| 2008      | Boom                                             | Merijn Vrij                                     | Hooghoudtstraat 28 (regiopolitie)            | Groningen    | rvs                                     |      |
| 2008      | Zonder naam (Witte Madonna)                      | onbekend                                        | Loefzijde / De Fok                           | Groningen    | marmer                                  |      |
| 2009      | Grip                                             | Marjan Kamphuis                                 | Kluiverboom 9                                | Groningen    | rubber, staal met poedercoating         |      |
| 2009      | Tweemaster                                       | Hans Mes                                        | Anker                                        | Groningen    | ?                                       |      |
| 2010      | Wal/schip interface                              | Jeroen Doorenweerd                              | Lewenborgsingel                              | Groningen    |                                         |      |
| 2011      | Wereldplek (drie delen)                          | Michiel Kluiters                                | Kluiverboom                                  | Groningen    | beton, staal                            |      |
| 2020      | vogel op mosterdzaadboom                         | Thees Meesters                                  | Herenpad (CSG Wessel Gansfort)               | Groningen    | brons                                   |      |
| 2022      | Ark van Lewenborg                                | Maria Koijck, kinderen uit Lewenborg            | Bakboordswal                                 | Groningen    |                                         |      |